# Salem's Lot (film)
Salem's Lot är en amerikansk skräckfilm, som hade premiär 2024. Filmen är skriven och regisserad av Gary Dauberman och är baserad på Stephen Kings roman Staden som försvann från 1975. Filmens huvudroll (Ben Mears) kommer att spelas av Lewis Pullman.
Filmen hade premiär på streamingtjänsten HBO Max 3 oktober 2024.

## Handling
Filmens handling kretsar kring författaren Ben Mears, som efter 25 år väljer att återvända hem till sin hemstad Jerusalem's Lot (även kallad Salem's Lot), i syfte att skriva om ett gammalt hemsökt hus. Huset som han tänker skriva om har dock blivit sålt till en österrikisk immigrant, som även visar sig vara en vampyr. Dessutom upptäcker Ben under filmens gång att en uråldrig ondska har kommit till stan och förvandlat alla dess invånare till vampyrer. Han bestämmer sig sedan för att slå sig ihop med en grupp andra människor för att bekämpa denna ondska och rädda hela staden. Men frågan är bara om han verkligen kan lyckas rädda allting i tid.

## Rollista
- Lewis Pullman – Ben Mears
- Makenzie Leigh – Susan Norton
- Alfre Woodard – Dr. Cody
- William Sadler
- Bill Camp – Matthew Burke
- Pilou Asbæk – Richard Straker
- John Benjamin Hickey – Fader Callahan
- Jordan Preston Carter – Mark Petrie
- Spencer Treat Clark – Mike Ryerson
- Nicholas Crovetti – Danny Glick
- Cade Woodward – Ralph Glick